# 南達科他大學
南達科他大學（英語：University of South Dakota）是位於南达科他州弗米利恩的一所公立研究型大學。該校創建於1862年的達科他領地立法會議，比南達科他州建州早了27年，是南達科他州的旗艦大學和最古老的公立大學。該校佔地274英畝（1.11平方公里），位於南達科他州東南部，距離蘇伊士瀑布市西南約63英里（101公里），距離愛荷華州蘇城市西北約39英里（63公里），並且位於密蘇里河以北。
該大學擁有南達科他州唯一的醫學院和法學院。此外，該校還擁有國家音樂博物館，收藏了超過15,000件美國、歐洲和非西方樂器。南達科他大學由南達科他州教育委員會管理，現任校長為希拉·蓋斯特林。該大學自1913年起一直獲得北中部高等學校和學校協會的認證，並被歸類為“博士研究型大學 (R2: Doctoral Universities – High research activity)”。
南達科他大學的校友中包括17名杜魯門獎學金得主、12名羅德獎學金得主和1名諾貝爾獎得主（Ernest Lawrence，1939年物理學諾貝爾獎）。該校的運動隊員在NCAA的一級分組中參加比賽，其中除足球外，其他運動隊員都是The Summit League的成員，足球隊則參加密蘇里河谷足球聯盟。

### 校友
南達科他大學的校友中，著名的校友包括歐內斯特·勞倫斯Ernest Lawrence, 1939諾貝爾物理學獎；新聞界校友包括Al Neuharth，美國今日報的創始人；湯姆·布羅考Tom Brokaw，美國播音員，長期擔任NBC晚間新聞節目的主持人。
該大學的政治和政府領域校友眾多，其中包括前美國參議員James Abourezk、Tim Johnson提姆·約翰遜和Larry Pressler，現任美國眾議員Dusty Johnson达斯蒂·约翰逊和現任美國參議員John Thune約翰·圖恩。
- Ernest Lawrence 歐內斯特·勞倫斯: 1939諾貝爾物理學獎, 核醫學之父。
- John H. Lawrence: 美國物理學家。
- Sigurd Anderson: 第19任南達科他州州長。
- Frank Farrar: 第24任南達科他州州長。
- Bill Janklow: 第27及第30任南達科他州州長。
- George Mickelson: 第28任南達科他州州長。
- Tom Brokaw 湯姆·布羅考: 美國《NBC晚間新聞》長期主播。
- David Gilbertson: 前南達科他州最高法院首席大法官。
- Gordon Mydland: 前南達科他州最高法院首席大法官。
- John Jones: 前南達科他州最高法院首席大法官。
- John Thune約翰·圖恩: 美國參議員。
- Tim Johnson提姆·約翰遜: 美國參議員。
- Larry Pressler: 美國參議員。
- Dusty Johnson 达斯蒂·约翰逊: 美國眾議員。
- Frank Denholm: 美國眾議員。
- Joe Robbie: NFL邁阿密海豚隊創始人。

在台畢業校友以教育學院畢業生為主。
- 楊忠和博士：曾任臺北市立體育學院校長、行政院體育委員會主委。
- 陳淑慧：現任台灣立法院國民黨不分區立委。
- 李亞蒨：現為鳳凰衛視主播。

### 歷史
南達科他大學始建於1862年，是南達科他州最古老的公立大學，由南達科他州理事會（South Dakota Board of Regents）管理的六所大學之一。自1913年起，USD一直獲得北中部學院和學校高等學習委員會（Higher Learning Commission of the North Central Association of Colleges and Schools）的認證，是公共和土地授予大學協會（Association of Public and Land-Grant Universities）的成員。該校擁有該州唯一的法學院、醫學院和唯一的美術學院。
南達科他大學第一個學術單位是文理學院（College of Arts and Sciences），成立於1883年。法學院於1901年開始開設課程；醫學院於1907年開始開設課程；繼續教育中心於1916年成立；研究生院於1927年成立；美術學院於1931年成立。商學院於1927年開始開設課程，並自1949年起一直被高等商學院認證協會（Association to Advance Collegiate Schools of Business，AACSB）持續認證。
南達科他大學也是該州最古老和最大的政治科學系。該項目內有法伯基金，以榮譽退休教授威廉法伯博士命名，為政治科學和刑事司法專業學生提供資助，以參加會議、參觀學習、完成實習和出國學習等活動。
桑福德醫學院是一個以社區為基礎的計畫，強調家庭醫學和初級護理，得到全州實踐醫師和社區醫院的支持和參與。社區醫院和診所提供教學場所，實踐醫師則是教師。李醫學科學大樓提供基礎科學教育。

### 校區
南達科他大學座落於位於該州東南角密蘇里河旁的懸崖上，佔地216英畝（87公頃）。校園最著名的學術設施之一，也是學校的象徵，就是舊主樓。該建築於1883年建成，於1893年燒毀，並在1997年完全修復。除了幾間教室外，它還設有奧斯卡·豪畫廊和大學榮譽計畫辦公室。法伯大廳是一個190個座位的劇院，主要用於演講活動，也位於舊主樓內。
南達科他大學於2009年2月17日開放了新建成的西奧多·R和凱倫·K·門斯特大學中心（MUC）供學生使用。MUC設有學生活動中心、校園餐飲設施、咖啡店、書店、便利店和許多休息室和電視區。該中心於2014年1月13日進行擴建，增加了更多的食品和娛樂選擇。
校園最新的添置之一是阿爾·紐哈斯媒體中心，以USA Today的創始人命名。該中心於2003年9月落成，為校園內的新聞和媒體機構提供場所，包括自由論壇的南達科他州運營部門、南達科他州公共廣播、當代媒體與新聞系、校園報紙《The Volante》、校園廣播電台KAOR和電視台KYOT。這座建築曾經是一個軍械庫和田徑場館，通過1950年USD畢業生阿爾·紐哈斯的捐款，被改造成為媒體中心。
南達科他大學的比科姆商學院於2009年秋季搬入新建成的建築中。原來的建築帕特森大廈現在被用作辦公空間。

### 學院
南達科他大學擁有全州唯一的法學院和醫學院。截至2019年，該大學擁有七所學院和大學，提供205個本科和75個研究生課程，包括：
文理學院
商學院
教育學院
美術學院
健康科學學院
法學院
醫學院

### 聲譽
政治學系舉辦了許多受歡迎的演講論壇。該系已經培養出13名杜魯門獎學金獲得者和4名羅德獎學金獲得者。
威廉法伯政治學著名教授是該計劃發展壯大的推手。在他去世後，“法伯博士”將他的房子和其他資產捐贈給了大學，並成立了法伯實習和旅行基金，為政治學的學生提供實際學習機會的資助。

### 體育
南達科他大學贊助男子六個運動項目（足球、籃球、游泳和跳水、越野、田徑和高爾夫），以及女子九個運動項目（籃球、游泳和跳水、越野、田徑、高爾夫、足球、壘球、網球和排球）。該校的運動隊被稱為“Coyotes”，昵稱為“Yotes”。學校的校色為紅色和白色。南達科他大學在NCAA一級進行比賽（在足球中進行足球錦標賽分組），除足球外，都是The Summit League的成員。其足球隊是密蘇里河谷足球聯盟的成員。體育設施包括DakotaDome（足球和室內田徑場）、Sanford Coyote Sports Center（排球和男子女子籃球）、First Bank＆Trust Soccer Complex和Lillibridge Track Complex。

## 外部連結
- 南達科他大學（页面存档备份，存于）